# Abu Tammam
Habīb ibn Aus Abū Tammām (în arabă:أبو تمام حبيب بن أوس) (c. 805 - c. 845) a fost poet arab din Bagdad.

## Viața
S-a născut la Jasim (Josem), localitate aflată la nord-est de Lacul Tiberiada situată astăzi în guvernoratul sirian Alep.
După mai multe peregrinări, locuiește o perioadă în Egipt unde este cunoscut ca poet, ca apoi să plece la Damasc, iar mai târziu la Mosul.
Este cunoscut de guvernatorul Armeniei care îl recompensează pentru calitățile sale.
După 833, locuiește cu precădere la Bagdad la curtea califului Mo'tasim (Al-Mu'tasim).
Mai târziu, îl cunoaște pe poetul Al-Buhturi.
Moare la Mosul.

## Opera
Abu Tammam este cunoscut în literatură pentru lucrarea Hamasah, o compilație de poezii, una dintre cele mai mari antologii din domeniul literaturii arabe.
O altă antologie, cu același nume, a fost întocmită și de Al-Buhturi.
Unele poeme descriu diverse evenimente, având astfel și o valoare istorică.
Se remarcă puritatea stilului și înalta valoare artistică.